# Garrya
Genre
Classification phylogénétique
Garrya est un genre composé de 13 espèces d'arbustes ou petits arbres à feuillage persistant de la famille des Garryaceae. Elles vivent dans les zones boisées et les fourrés de l'est des États-Unis, jusqu'en Amérique centrale et aux Antilles.
Les feuilles se présentent par paires opposées. Elles sont ovales à elliptiques, et coriaces.
Les fleurs forment des chatons pendants. La plante est dioïque. Les chatons mâles sont plus décoratifs que les chatons femelles, qui produisent des baies sphériques brun pourpré.
La rusticité est assez bonne, les Garrya pouvant supporter des températures jusqu'à -10 °C. Par contre il est préférable de ne pas les exposer aux vents froids.
La maladie principale recensée est celle des taches foliaires (maladie cryptogamique).

## Liste d'espèces
- Garrya elliptica Douglas ex Lindl.
- Garrya fadyenii Hook.
- Garrya flavescens S.Watson
- Garrya fremontii Torr.
- Garrya ×issaquahensis, notamment le cultivar 'Pat Ballard'
- Garrya ovata Benth.
- Garrya ×thuretii Carrière (= Garrya elliptica × Garrya fadyenii)
- Garrya wrightii Torr.